# Ogan Komering Ilir
Ogan Komering Ilir ist ein indonesischer Regierungsbezirk (Kabupaten) in der indonesischen Provinz Sumatra Selatan. Ende 2023 lebten knapp 800.00 Menschen hier. Der Verwaltungszentrum des Kabupaten Ogan Komering Ilir ist Kayu Agung im Westen des Bezirks.

## Geografie
Der Kabupaten ist der flächenmäßig größte (von 120) auf der Insel Sumatra und belegt 19,67 Prozent der Provinz Sumatra Selatan.

### Lage
Der Regierungsbezirk Ogan Komering Ilir liegt im Osten der Provinz Sumatra Selatan. Im Südwesten grenzt er an den Kabupaten Ogan Komering Ulu Timur, im Westen an Ogan Ilir sowie im Nordwesten an Banyuasin. Im Osten bildet die Küstenlinie zur nördlicheren Bangkastraße (indonesisch Selat Bangka) und weiter südlich zur Javasee eine natürliche Grenze. Im Süden besteht die Grenze zur Provinz Lampung mit den Kabupaten Way Kanan, Tulang Bawang Barat, Mesuji und Tulang Bawang.

Der Bezirk liegt im Tiefland, 61 % des Territoriums liegen tiefer als 10 Meter, nur 5,55 % Prozent liegen höher als 30 Meter. Er erstreckt sich zwischen 2° 30′ und 4° 15′ s. Br. sowie zwischen 104° 20′ und 106° 00′ ö. L.

## Verwaltungsgliederung
Administrativ unterteilt sich Ogan Komering Ilir in 18 Distrikte (Kecamatan) mit 327 Dörfern, von ihnen haben 13 als Kelurahan städtischem Charakter. Des Weiteren werden die Dörfer in 1.185 Dusun (Weiler), 1.167 RW und 3.911 RT gegliedert. 2020 wurden 214.639 Haushalte gezählt mit durchschnittlich 3,93 Personen pro Haushalt.
| Code 1   | Kecamatan Distrikt      | Ibu Kota Verwaltungssitz | Fläche (km²) | Einw. Zensus 2010 2 | Volkszählung 2020 | Volkszählung 2020 | Volkszählung 2020 | Anzahl der Dörfer 6 |
| Code 1   | Kecamatan Distrikt      | Ibu Kota Verwaltungssitz | Fläche (km²) | Einw. Zensus 2010 2 | Einw. 3           | 0Dichte 40        | Sex Ratio 5       | Anzahl der Dörfer 6 |
| -------- | ----------------------- | ------------------------ | ------------ | ------------------- | ----------------- | ----------------- | ----------------- | ------------------- |
| 16.02.02 | Tanjung Lubuk           | Tanjung Lubuk            | 219,97       | 32.296              | 35.355            | 160,7             | 103,14            | 21 / 1              |
| 16.02.03 | Pedamaran               | Menang Raya              | 376,68       | 40.114              | 44.548            | 118,3             | 102,61            | 14 / –              |
| 16.02.04 | Mesuji                  | Pematang Panggang        | 642,86       | 38.870              | 41.147            | 64,0              | 107,13            | 17 / –              |
| 16.02.05 | Kota Kayu Agung         | Cinta Raja               | 224,45       | 62.694              | 75.976            | 338,5             | 102,47            | 14 / 11             |
| 16.02.08 | Sirah Pulau Padang      | Terate                   | 102,08       | 41.709              | 45.161            | 442,4             | 104,39            | 20 / –              |
| 16.02.11 | Tulung Selapan          | Tulung Selapan Ulu00     | 5.363,65     | 40.683              | 46.561            | 8,7               | 105,02            | 22 / 1              |
| 16.02.12 | Pampangan               | Pampangan                | 483,42       | 27.758              | 29.876            | 61,8              | 100,58            | 22 / –              |
| 16.02.13 | Lempuing                | Tugumulyo                | 295,61       | 70.642              | 73.004            | 247,0             | 107,09            | 19 / –              |
| 16.02.14 | Air Sugihan             | Kertamukti               | 2.251,07     | 32.180              | 35.810            | 15,9              | 114,41            | 19 / –              |
| 16.02.15 | Sungai Menang           | Sungai Menang            | 2.305,42     | 46.567              | 34.830            | 15,1              | 112,57            | 18 / –              |
| 16.02.17 | Jejawi                  | Jejawi                   | 237,98       | 38.098              | 39.042            | 164,1             | 106,10            | 19 / –              |
| 16.02.18 | Cengal                  | Cengal                   | 3.038,66     | 42.778              | 37.222            | 12,2              | 109,73            | 17 / –              |
| 16.02.19 | Pangkalan Lampam00      | Pangkalan Lampam         | 1.104,75     | 26.033              | 27.471            | 24,9              | 102,45            | 19 / –              |
| 16.02.20 | Mesuji Makmur           | Catur Tunggal            | 493,14       | 51.456              | 56.332            | 114,2             | 107,55            | 19 / –              |
| 16.02.21 | Mesuji Raya             | Kemang Indah             | 515,85       | 34.334              | 37.896            | 73,5              | 106,87            | 17 / –              |
| 16.02.22 | Lempuing Jaya           | Lubuk Seberuk            | 505,80       | 59.786              | 62.543            | 123,7             | 110,06            | 16 / –              |
| 16.02.23 | Teluk Gelam             | Seriguna                 | 169,29       | 21.268              | 24.707            | 145,9             | 104,27            | 14 / –              |
| 16.02.24 | Pedamaran Timur         | Sumber Hidup             | 692,79       | 20.110              | 21.867            | 31,6              | 105,73            | 7 / –               |
| 16.02    | Kab. Ogan Komering Ilir | Kab. Ogan Komering Ilir  | 19.023,47    | 727.376             | 769.348           | 40,4              | 106,24            | 314 / 13            |

## Demografie
Hinsichtlich seiner Bevölkerung wird Platz 3 (mit 8,77 %) von den 17 Verwaltungseinheiten der 2. Ordnung (Kabupaten/Kota) innerhalb der Provinz belegt. Bezogen auf alle 120 Kabupaten auf der Insel Sumatra bedeutet dies Rang 10. Mit der Bevölkerungsdichte von 45,7 Einw. je km² wird nicht einmal die Hälfte des Provinzwerts (102,5) erreicht.
Der Frauenanteil hat sich zwischen den beiden Volkszählungen 2010 und 2020 sowie zum Jahresende nur unwesentlich verändert und auf Werte knapp unter 49 Prozent eingepegelt.
| Religion im Jahr 2020 | Religion im Jahr 2020 | Religion im Jahr 2020 | Religion im Jahr 2020 |
| Religion              | Anzahl                | Anteil (%)            | Gebäude               |
| --------------------- | --------------------- | --------------------- | --------------------- |
| Islam                 | 818.474               | 98,10                 | 879 1                 |
| Christen insg.        | 00.7.849              | 00,94                 | 0075                  |
| Davon:                |                       |                       |                       |
| Protestanten          | 00.3.722              | 00,45                 |                       |
| Katholiken            | 00.4.127              | 00,49                 |                       |
|                       |                       |                       |                       |
| Hindus                | 00.7.387              | 00,89                 | 0044                  |
| Buddhisten            | 000.641               | 00,08                 | 0004                  |

| Jahr  | Gesamt- bevölkerung | Männer   | %      | Frauen   | %      |
| ----- | ------------------- | -------- | ------ | -------- | ------ |
| 02010 | 00727.376           | 0373.006 | 051,28 | 0354.370 | 048.72 |
| 02020 | 00769.348           | 0396.310 | 051,51 | 0373.038 | 048,49 |
| 02023 | 00779.893           | 0400.607 | 051,37 | 0379.386 | 048,63 |

Die meisten Christen lebten 2020 in den Kec. Lempuing (2.511=883+1.628) und Lempuing Jaya (1.275=335+940).

### Soziale Daten 2020
| Merkmal                                                            | Ogan Komering Ulu | 0Prov. Sumatra Selatan0 |
| ------------------------------------------------------------------ | ----------------- | ----------------------- |
| Bevölkerung unterhalb der Armutsgrenze (Tsd.)0                     | 123,34            | 302,58                  |
| Anteil der „armen Bevölkerung“ (indonesisch Penduduk miskin) (%)00 | 014,73            | 15,03                   |
| Arbeitslosenrate (%)                                               | 003,29            | 04,07                   |
| Lebenserwartung bei der Geburt (Jahre)                             | 068,61            | 69,35                   |
| HDI-Index                                                          | 066,82            | 71,40                   |
| Analphabetenrate (in %, 15+ J.)                                    | 001,81            | 01,99                   |
| Anteil der Altersgruppen                                           | 0Real0            | 0Prozentual0            |
| Kinder (<15 J.)                                                    | 202.636           | 26,34                   |
| arbeitsfähige Bevölkerung (15–64 J.)                               | 530.163           | 68,91                   |
| Rentner und Pensionäre (>65 J.)                                    | 036.549           | 04,75                   |

## Geschichte
Ogan Komering Ilir gehörte zu den sechs Kabupaten (und der Kota Palembang), die 1956 die Provinz Sumatra Selatan durch ein Notstandsgesetz gründeten. Ursprünglich wohl aus 16 Kecamatan bestehend, wurden im Jahr 2023 sechs von ihnen an den neugebildeten Kabupaten Ogan Ilir abgegeben. Die Anzahl der Kecamatan wurde durch Abtrennung aus den vorhandenen und Reorganisation der Kecamatan ständig erhöht. Die letzten (recherchierbaren, dokumentiert in der Regionalanweisung PERDA 5/2005) waren:
- Pangkalan Lampam (aus Teilen vom Kec. Pampangan)
- Mesuji Makmur und Mesuji Raya (aus Teilen vom Kec. Mesuji)
- Lempuing Jaya (aus Teilen vom Kec. Lempuing Jaya)
- Teluk Gelam (aus Teilen vom Kec. Tanjung Lubuk)
- Pedamaran Timur (aus Teilen vom Kec. Semula)

### Aktuelle Daten der Bevölkerungsfortschreibung
Nachfolgende Tabelle gibt den Einwohnerstand nach Geschlecht vom Jahresende 2022 und 2023 wieder. Er resultiert aus den Ergebnissen der Fortschreibung durch die örtlichen Zivilregistrierungsbüros (Disdukcapil, indonesisch Dinas Kependudukan dan Pencatatan Sipil) und kann in einer interaktiven Karte abgerufen werden
| Kecamatan               | 31.12.2022 | 31.12.2022 | 31.12.2022 | Fläche km²  | 31.12.2023 | 31.12.2023 | 31.12.2023 | 31.12.2023         | 31.12.2023          |
| Kecamatan               | 0Insg.     | männl.     | weibl.     | Fläche km²  | 0Insg.     | männl.     | weibl.     | Dichte [Einw./km²] | Sex Ratio [M*100/F] |
| ----------------------- | ---------- | ---------- | ---------- | ----------- | ---------- | ---------- | ---------- | ------------------ | ------------------- |
| Tanjung Lubuk           | 35.049     | 17.871     | 17.178     | 222,45      | 35.195     | 17.956     | 17.239     | 158,2              | 104,16              |
| Pedamaran               | 46.277     | 23.424     | 22.853     | 614,99      | 47.012     | 23.804     | 23.208     | 76,4               | 102,57              |
| Mesuji                  | 43.839     | 22.603     | 21.236     | 621,52      | 44.180     | 22.781     | 21.399     | 71,1               | 106,46              |
| Kayu Agung              | 77.082     | 38.861     | 38.221     | 131,72      | 78.453     | 39.652     | 38.801     | 595,6              | 102,19              |
| Sirah Pulau Padang00    | 45.271     | 22.997     | 22.274     | 133,57      | 45.552     | 23.110     | 22.442     | 341,0              | 102,98              |
| Tulung Selapan          | 46.176     | 23.689     | 22.487     | 4565,19     | 47.718     | 24.444     | 23.274     | 10,5               | 105,03              |
| Pampangan               | 30.247     | 15.236     | 15.011     | 424,06      | 30.732     | 15.510     | 15.222     | 72,5               | 101,89              |
| Lempuing                | 73.620     | 38.016     | 35.604     | 306,13      | 75.105     | 38.648     | 36.457     | 245,3              | 106,01              |
| Air Sugihan             | 34.703     | 18.158     | 16.545     | 2904,17     | 35.853     | 18.674     | 17.179     | 12,3               | 108,70              |
| Sungai Menang           | 31.635     | 16.761     | 14.874     | 2027,19     | 31.824     | 16.866     | 14.958     | 15,7               | 112,76              |
| Jejawi                  | 39.788     | 20.421     | 19.367     | 212,95      | 40.611     | 20.816     | 19.795     | 190,7              | 105,16              |
| Cengal                  | 34.208     | 17.915     | 16.293     | 2581,02     | 34.672     | 18.096     | 16.576     | 13,4               | 109,17              |
| Pangkalan Lampam        | 27.789     | 13.965     | 13.824     | 810,41      | 28.111     | 14.150     | 13.961     | 34,7               | 101,35              |
| Mesuji Makmur           | 55.916     | 28.987     | 26.929     | 505,78      | 56.663     | 29.328     | 27.335     | 112,0              | 107,29              |
| Mesuji Raya             | 37.724     | 19.514     | 18.210     | 511,32      | 37.782     | 19.534     | 18.248     | 73,9               | 107,05              |
| Lempuing Jaya           | 62.088     | 32.434     | 29.654     | 474,56      | 63.174     | 32.883     | 30.291     | 133,1              | 108,56              |
| Teluk Gelam             | 24.371     | 12.494     | 11.877     | 173,32      | 24.652     | 12.626     | 12.026     | 142,2              | 104,99              |
| Pedamaran Timur         | 22.038     | 11.430     | 10.608     | 773,66      | 22.604     | 11.729     | 10.875     | 29,2               | 107,85              |
| Kab. Ogan Komering Ilir | 767.821    | 394.776    | 373.045    | 17.994,01 1 | 779.893    | 400.607    | 379.286    | 43,3               | 105,62              |

## Verzeichnis der Kelurahan
Die nachfolgende Liste gibt den Einwohnerstand zum Jahresende 2022 (Semester II/2022) und genau ein Jahr später für alle Kelurahan im Bezirk Ogan Komering Ilir wieder. Innerhalb eines Jahres stieg die Einwohnerzahl der 13 Kelurahan um 837 Einwohner.
Neben der Fläche und den Einwohnerzahlen sind auch deren Zugehörigkeiten zu den fünf Kecamatan aufgeführt, ebenso die errechneten Ergebnisse der Bevölkerungsdichte (in Einw. je km²) sowie des Geschlechterverhältnisses (Sex Ratio). Als erste Spalte ist der Strukturcode des indonesischen Innenministeriums angegeben. Er gibt gleichfalls Aufschluss über die Zugehörigkeit der Dörfer zu den übergeordneten Verwaltungsebenen: Die ersten drei Zahlenpärchen werden durch Punkte getrennt und geben die Provinz, den Regierungsbezirk (Kabupaten) und den Distrikt (Kecamatan) an. Als letztes folgt nach einem weiteren Trennungspunkt der vierstellige „Dorfcode“ – wobei städtisch geprägte Kelurahan immer mit 1 und „normale“ (ländliche) Desa mit einer 2 beginnen. Die Statistikseiten von BPS (Badan Pusat Statistik) verwenden eine andere Nomenklatur, auf die hier nicht näher eingegangen werden soll, da sie nur bei den Volkszählungen Anwendung findet.
Wie bei vorstehender Tabelle entstammen alle Daten der Fortschreibung durch die örtlichen Zivilregistrierungsbüros (Disdukcapil).
| Struktur- code | Kecamatan        | Kelurahan            | Bevölkerung am Jahresende 2022 | Bevölkerung am Jahresende 2022 | Bevölkerung am Jahresende 2022 | Bevölkerung am Jahresende 2022 | Bevölkerung am Jahresende 2023 | Bevölkerung am Jahresende 2023 | Bevölkerung am Jahresende 2023 | Bevölkerung am Jahresende 2023 | Bevölkerung am Jahresende 2023 |
| Struktur- code | Kecamatan        | Kelurahan            | Fläche (km²)                   | Gesamt                         | männlich                       | weiblich                       | Gesamt                         | männlich                       | weiblich                       | Dichte                         | Sex Ratio                      |
| -------------- | ---------------- | -------------------- | ------------------------------ | ------------------------------ | ------------------------------ | ------------------------------ | ------------------------------ | ------------------------------ | ------------------------------ | ------------------------------ | ------------------------------ |
| 16.02.02.1011  | Tanjung Lubuk    | Tanjung Lubuk        |                                | 2.386                          | 1.228                          | 1.158                          | 2.374                          | 1.217                          | 1.157                          |                                | 105,19                         |
| 16.02.05.1001  | Kayu Agung       | Jua-Jua              | 2,03                           | 7.257                          | 3.621                          | 3.636                          | 7.432                          | 3.725                          | 3.707                          | 3.661,1                        | 100,49                         |
| 16.02.05.1002  | Kayu Agung       | Kayuagung            | 4,44                           | 1.736                          | 872                            | 864                            | 1.795                          | 918                            | 877                            | 404,3                          | 104,68                         |
| 16.02.05.1003  | Kayu Agung       | Sidakersa            | 0,74                           | 3.257                          | 1.605                          | 1.652                          | 3.269                          | 1.608                          | 1.661                          | 4.417,6                        | 96,81                          |
| 16.02.05.1004  | Kayu Agung       | Cintaraja            | 1,12                           | 3.661                          | 1.851                          | 1.810                          | 3.673                          | 1.840                          | 1.833                          | 3.279,5                        | 100,38                         |
| 16.02.05.1005  | Kayu Agung       | Mangun Jaya          | 0,49                           | 2.785                          | 1.393                          | 1.392                          | 2.826                          | 1.424                          | 1.402                          | 5.767,3                        | 101,57                         |
| 16.02.05.1006  | Kayu Agung       | Paku                 | 0,68                           | 2.873                          | 1.420                          | 1.453                          | 2.883                          | 1.426                          | 1.457                          | 4.239,7                        | 97,87                          |
| 16.02.05.1007  | Kayu Agung       | Kedaton              | 17,88                          | 4.309                          | 2.158                          | 2.151                          | 4.463                          | 2.249                          | 2.214                          | 249,6                          | 101,58                         |
| 16.02.05.1008  | Kayu Agung       | Sukadana             | 1,82                           | 5.727                          | 2.843                          | 2.884                          | 5.771                          | 2.896                          | 2.875                          | 3.170,9                        | 100,73                         |
| 16.02.05.1009  | Kayu Agung       | Perigi               | 3,26                           | 1.404                          | 698                            | 706                            | 1.411                          | 705                            | 706                            | 432,8                          | 99,86                          |
| 16.02.05.1010  | Kayu Agung       | Kutaraja             | 5,25                           | 5.656                          | 2.840                          | 2.816                          | 5.784                          | 2.912                          | 2.872                          | 1.101,7                        | 101,39                         |
| 16.02.05.1025  | Kayu Agung       | Tanjung Rancing      | 4,92                           | 4.546                          | 2.311                          | 2.235                          | 4.624                          | 2.348                          | 2.276                          | 939,8                          | 103,16                         |
| 16.02.11.1016  | Tulung Selapan00 | Tulung Selapan Ulu00 |                                | 3.775                          | 1.902                          | 1.873                          | 3.904                          | 1.969                          | 1.935                          |                                | 101,76                         |